# Ingrid Lang-Fagerström
Ingrid Emilia Josefina Lang-Fagerström, född Lang 6 mars 1897 i Stockholms katolska församling, Stockholm, död 5 augusti 1990 i Lidingö, var en svensk harpist.

## Biografi
Lang-Fagerström var dotter till hovkapellmästare Josef Lang och harpisten Anna Lang.
Hon studerade vid musikkonservatoriet i Stockholm 1912–1918 och var anställd i Hovkapellet 1913–1963 och lärare vid musikkonservatoriet 1936–1941.
Ingrid Lang-Fagerström invaldes som ledamot nr 778 av Kungliga Musikaliska Akademien den 22 februari 1973. Hon är begravd på Lidingö kyrkogård.